# Caradrina aethiops
Caradrina aethiops là một loài bướm đêm trong họ Noctuidae.